# Jerzy Burski
Jerzy Józef Burski, właśc. Fryderyk Wilhelm Burski, ps. Jastrzębiec (ur. 31 marca 1914 w Pierławkach, zm. 23 czerwca 1979 w Olsztynie) – polski działacz polityczny, zastępcą pełnomocnika rządu RP na okręg mazurski (1945–1946), poseł do Krajowej Rady Narodowej (1944–1947).

## Życiorys
Syn Fryderyka i Wilhelminy z domu Falkus. Urodził się w rodzinie polskich Mazurów na Działdowszczyźnie. W 1934 ukończył seminarium nauczycielskie w Działdowie oraz szkołę dla podchorążych w Częstochowie. Został skierowany do pracy pedagogicznej na Wołyniu. Później uczył m.in. w Uzdowie na Mazurach. W 1935 znalazł się wśród założycieli Związku Mazurów w RP. W czasie II wojny światowej przebywał w Ełku, na Lubelszczyźnie i w Warszawie. W 1943 reaktywował Związek Mazurów w RP. Współzakładał Instytut Mazurski działający w okupowanej Warszawie. Po wyzwoleniu w 1944 zatrudniony w PKWN, w resorcie administracji publicznej w Lublinie. Sprawował mandat posła do Krajowej Rady Narodowej z ramienia Stronnictwa Ludowego „Wola Ludu” i SL. W marcu 1945 został zastępcą pełnomocnika rządu RP na okręg mazurski. W tym czasie sprawował funkcję przewodniczącego Okręgowego Komitetu Narodowościowego. Był prezesem Zarządu Wojewódzkiego Stronnictwa Ludowego w Olsztynie. Współredagował gazetę ludową „Głos Ziemi”. W kwietniu 1946 osiadł w Pasymiu, gdzie sprawował m.in. funkcje przewodniczącego Gminnej Rady Narodowej, prezesa GS i sekretarza Komitetu Gminnego PZPR w Pasymiu. W 1948 przez 3 miesiące przebywał w obozie pracy za rzekome nadużycia finansowe podczas sprawowania urzędu przewodniczącego Gminnej Rady Narodowej w Pasymiu. W 1949 przez 6 miesięcy przebywał w areszcie prewencyjnym w Szczytnie w związku z tymi samymi zarzutami. Od kwietnia 1947 w Polskiej Partii Robotniczej; od grudnia 1948 w Polskiej Zjednoczonej Partii Robotniczej. Wydalony z PZPR w kwietniu 1949. Przywrócony do praw członka PZPR w październiku 1956. W okresie od grudnia 1956 do marca 1958 członek plenum KW PZPR w Olsztynie i egzekutywy KW PZPR w Olsztynie. Wieloletni Prezes GS „Samopomoc Chłopska” w Pasymiu. Pracownik Polskich Zakładów Zbożowych.
Spoczywa na cmentarzu komunalnym w Olsztynie (kwatera 1-2 -2/3).

## Ordery i odznaczenia
- Krzyż Oficerski Orderu Odrodzenia Polski (1 czerwca 1945)[2]